# Hélène de Zuylen de Nyevelt de Haar

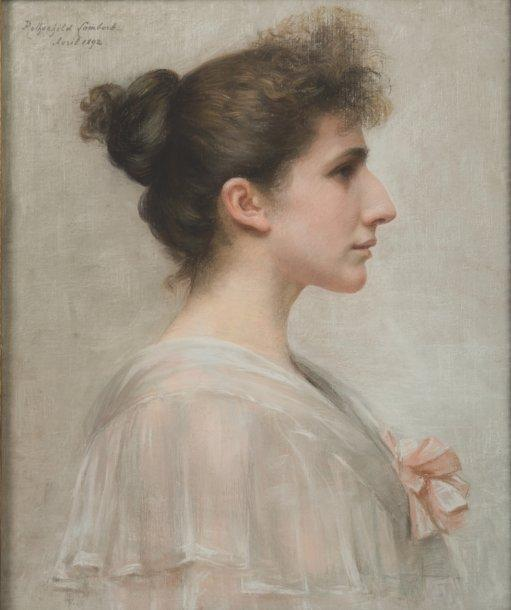
Porträt Hélène de Zuylen de Nyevelt de Haar, Zoé Lucie Betty de Rothschild, 1892

Hélène Betty Louise Caroline de Zuylen de Nyevelt de Haar, geborene Baronin de Rothschild (* 21. August 1863 im 8. Arrondissement, Paris; † 17. Oktober 1947 in Lissabon), war eine französische Aristokratin und Socialite, die als Pionierin des Motorsports und als Literatin bekannt wurde.

## Leben

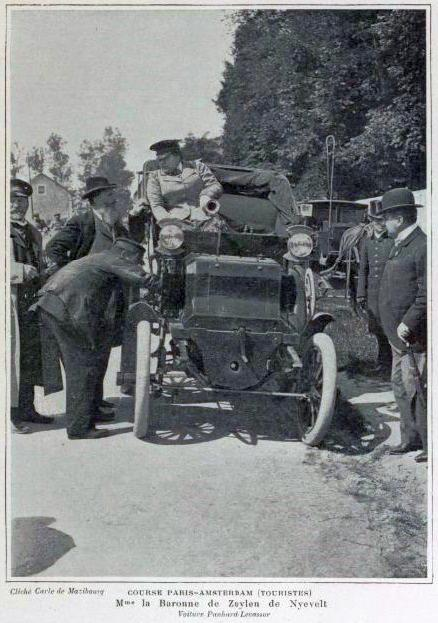
Abfahrt zur Fahrt Paris–Amsterdam–Paris, Juni 1898

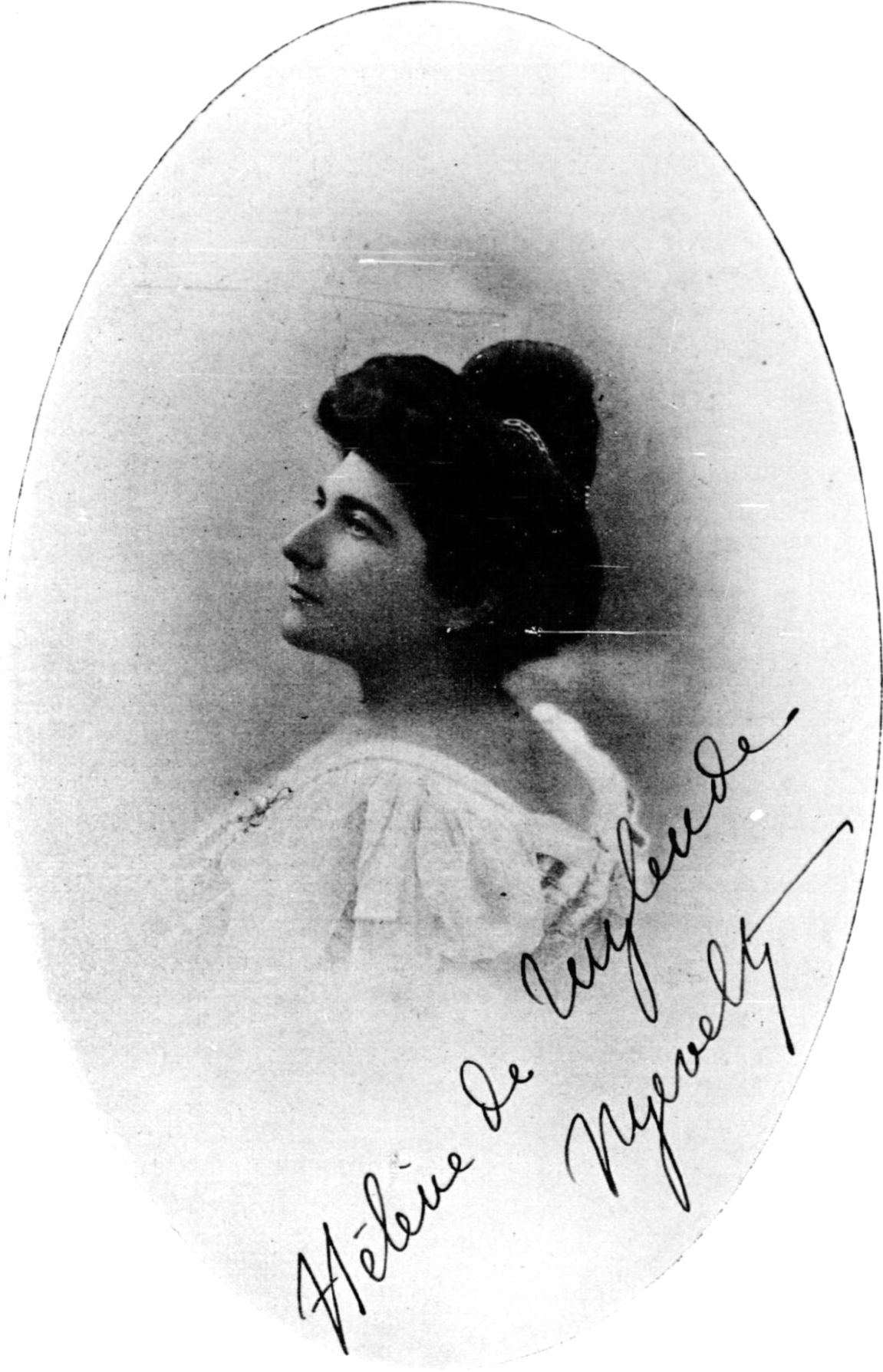
Hélène de Zuylen de Nyevelt de Haar, 1908

De Zuylen war die Tochter von Salomon de Rothschild (1835–1864), dem Sohn von Jakob Rothschild, dem Begründers des französischen Zweigs der Familie, und Adèle de Rothschild (1843–1922) aus dem Neapler Zweig. 1887 heiratete sie Étienne van Zuylen van Nyevelt (1860–1934), mit dem sie zwei Söhne hatte, Egmont und Hélin. Letzterer starb 1912 bei einem Autounfall. Nach ihrer Heirat mit Baron Etienne van Zuylen wurde das Kasteel de Haar in der Nähe von Haarzuilens in der Provinz Utrecht zu ihrem offiziellen Wohnsitz. Das Schloss war verfallen, bis De Zuylen mit dem Geld der Rothschilds das Schloss im neugotischen Stil vollständig wieder aufbaute. Die heutigen Gebäude, mit Ausnahme der Kapelle, stammen aus dem Jahr 1892 und sind das Werk des niederländischen Architekten Pierre Cuypers. Die umfangreichen Renovierungsarbeiten machten das Schloss zu einem der bedeutendsten Schlösser der Neugotik in den Niederlanden.
Zusammen mit Camille du Gast und Anne de Rochechouart de Mortemart gehörte De Zuylen zum Trio der französischen Automobilpionierinnen der Belle Époque. Sie trug den Spitznamen „La Brioche“ und benutzte das Pseudonym „Snail“ („Schnecke“) für den Rennsport, während ihr Ehemann, Baron Etienne van Zuylen, als „Escargot“ (französisch für „Schnecke“) antrat. Baron de Zuylen war Präsident des Automobile Club de France, dem Hauptorganisator des Paris-Amsterdam-Paris-Rennens 1898. De Zuylen absolvierte die Strecke erfolgreich und war damit die erste Frau, die an einem internationalen Autorennen teilnahm.
1901 nahm van Zuylen am Rennen Paris–Berlin teil und wurde dabei durch einen technischen Defekt am ersten Tag gestoppt. Die einzige andere weibliche Teilnehmerin unter den 122 Startern war Camille du Gast, die das Rennen erfolgreich beendete.
Ende 1901 lernte De Zuylen die Dichterin Renée Vivien kennen, die einige Jahre lang ihre Geliebte wurde. In dieser Beziehung soll De Zuylen Vivien emotional stabilisiert haben, während Viviens Bildung und literarisches Genie es De Zuylen ermöglichte, ihre Vorliebe für das Schreiben auszuleben, die sie vorher nur heimlich praktiziert hatte. Die beiden Frauen arbeiteten im literarischen Bereich zusammen. Unter dem gemeinsamen Pseudonym „Paule Riversdale“ sollen vier Bücher in Zusammenarbeit entstanden sein. Zwar unterschieden sich die Sprechhaltungen und die behandelten Themen manchmal von denen, die Vivien behandelte, doch die Metrik, die Prosodie und die verwendete Semantik sind charakteristisch für Viviens Stil. So wie in den gemeinsamen Werken der dominante Einfluss Viviens erkennbar sind, bestehen auch erhebliche Zweifel an der Urheberschaft der mit „Hélène de Zuylen“ unterzeichneten Werke, die wahrscheinlich nicht von ihr allein, sondern vielmehr in Zusammenarbeit mit Renée Vivien oder sogar größtenteils von ihr geschrieben wurden. Bei Effeuillements oder La Mascarade interrompue beispielsweise stellen Vivien-Experten wie Jean-Paul Goujon die Hypothese auf, dass sie ihrer Geliebten ihr literarisches Talent geschenkt habe, indem sie an ihren Texten mitarbeitete oder sie sogar umschrieb, um stilistische Schwächen zu korrigieren. Was die Sammlung Copeaux betrifft, so handelt es sich wie im Fall von Netsuké um japanische Märchen, und nur Vivien hatte Bezug zum Land und seiner Kultur. Auch die Schreibverfahren von Vivien sind leicht zu erkennen. Hélène de Zuylen hätte dieser Lesart nach also gar nicht oder nur wenig an diesen Büchern mitgewirkt. Der Verlag ErosOnyx entschied sich bei der Veröffentlichung von Netsuké 2014 für die Angabe „Renée Vivien sous le pseudonyme de Paule Riversdale“, und die Vorwortschreiberin Mélanie Hawthorne erwähnt die Beteiligung von De Zuylen nicht, obwohl sie erklärt, wie die beiden Freundinnen die Figur der „Paule Riversdale“ geschaffen hätten, einer Amerikanerin, die in Japan gelebt hätte.
Die bestimmende Mitwirkung von Vivien ist auch eine Erklärung, warum De Zuylen ihre literarische Karriere so schnell nach dem Tod von Vivien beendete. Renée Vivien starb 1909 und hinterließ eine Reihe von unveröffentlichten Texten. De Zuylen bewahrte die Manuskripte und Hinterlassenschaften nach ihrem Tod auf. Die plausibelste Hypothese ist, dass die 1910 und 1912 unter dem Namen „Hélène de Zuylen“ veröffentlichten Werke ihre letzten gemeinsamen unveröffentlichten Schriften vor Viviens Tod waren.
Als 1922 De Zuylens Mutter Adèle von Rothschild starb – der Vater war schon ein Jahr nach ihrer Geburt gestorben – hatte sie ihre Tochter wegen deren Heirat mit einem Katholiken enterbt und verfügt, dass der Pariser Besitz, namentlich das Hôtel Salomon de Rothschild im Pariser 8. Arrondissement und ihre Kunstsammlungen dem französischen Staat. Sie überließ es dem Louvre, die bemerkenswertesten Stücke aus ihren Sammlungen auszuwählen, und äußerte den Wunsch, dass das Hôtel zu einem „Haus der Kunst“ werden sollte, in dem Ausstellungen, Künstlertreffen, Feste und Wohltätigkeitsveranstaltungen zugunsten von Künstlern stattfinden sollten, was von De Zuylen so umgesetzt wurde.
Am 23. Juli 1935 stiftete sie den ersten Prix Renée Vivien, der jährlich zu Ehren der Dichterin, die sie einst liebte, verliehen wird und Dichterinnen am Anfang ihrer Karriere ermutigen und finanziell unterstützen soll. Nach ihrem Tod übernahm 1949 Natalie Clifford Barney, eine andere Geliebte von Vivien, die Schirmherrschaft.
Die Baroness Hélène de Zuylen starb im Oktober 1947 in Lissabon, wohin sie auf der Flucht vor dem Nationalsozialismus geflohen war.

## Werke
Unter dem Pseudonym „Paule Riversdale“ zusammen mit Renée Vivien
- Vers l'amour, Gedichte (1903, Digitalisat auf Commons)
- Échos et reflets, Gedichte (1903)
- L'Être double, Roman (1904)
- Netsuké, Roman (1904)

Unter „Hélène de Zuylen“
- Effeuillements, Gedichte (1904, Digitalisat im Internet Archive)
- Copeaux, Japanische Erzählungen (1904)
- L'Impossible Sincérité, Roman (1905)
- Le Chemin du souvenir, Roman (1907)
- L'Inoubliée. Songe d'une nuit de départ. L'Image inviolée. Les Jardins publics. Les Deux Iris. Quelqu'un est entré. L'Aventureuse. L'Éternelle Sirène. Le Potager de M. Dubois. Confidences de fleurs. La Mort dans le miroir. Je donnerai mes yeux à la femme que j'aime, Erzählungen in Erinnerung an Renée Vivien (1910)
- La Dernière Étreinte, Roman (1912)
- L'Enjôleuse. Le Lys. La Marionnette. Fleur défendue, Erzählungen (1914)